# Sieben Stühle
|                      |                    |                  |
| Sede de Hermannstadt | Sede de Schäßburg  | Sede de Mühlbach |
|                      |                    |                  |
| Sede de Schenk       | Sede de Leschkirch | Sede de Reps     |
|                      |                    |                  |
| Sede de Broos        | Sede de Reußmarkt  | Sede de Mediasch |
|                      |                    |                  |
| Sede de Schelk       | Sede de Kronstadt  | Sede de Bistritz |

Sieben Stühle (en alemán: "Siete Sedes", en rumano: Șapte Scaune) designa, por un lado, un área histórica en el fundo regio de Transilvania y, por el otro, las unidades administrativas oficiales de la Universidad Nacional de los Sajones de Transilvania desde el siglo XIII hasta finales del XIX. 
Una "sede" (en húngaro: szék) representa una unión de varias ciudades y pueblos, sujetos al mismo poder judicial. Para cada sede se designó un "juez real" (Königsrichter, judex regis), que estaba sujeto únicamente al rey de Hungría. Las sedes y condados estaban dirigidos por un juez local, también llamado juez de sede (Stuhlrichter, judex sedis o judex terrestris), posteriormente asistido por un comandante militar, mientras que en cada aldea esta función la hacía un juez de aldea (villicus). La función administrativa más alta de los sajones era la de "juez de la sede de Hermannstadt" (Stuhlrichter von Hermannstadt, judex Cibinensis)

## Composición

Áreas y épocas de colonización sajona en Transilvania.

Las Sieben Stühle estaban formadas por la sede principal Hermannstadt (Cybininum) y las subdsedes Schäßburg (castrum Sches), Mühlbach (Muehlbach), Großschenk (Schenk), Reußmarkt (Ruzmargt), Reps (Kozd), Leschkirch (Leuskyrch) y Broos (Waras). La primera mención documental se encuentra en un documento del 14 de julio de 1349, en el que se nombran las ocho aunque llamadas siete, sedes: una "sede principal" y siete "sedes anexas". 
Las Siete Sedes formaron una primera región de asentamiento de los sajones de Transilvania de 190 km de largo pero relativamente estrecha, que llegaba desde Orăștie en el Unterwald hasta las comunidades del Homorod más allá de Rupea. Solo en algunos lugares el ancho es de alrededor de 30-40 km lo que refleja claramente el carácter de un zona adelantada fronterizo. A partir del siglo XIII, la colonización interna se llevó a un ritmo mayor, especialmente en el área de las Zwei Stühle Mediasch y Schelk, en el área del río Târnava y en Burzenland, por lo que el área de asentamiento central continuó ensanchándose en dirección norte. 
Más tarde entrarían en la composición las sedes de Kronstadt y Bistritz, pero sin subordinación, cuya jurisdicción había pertenecido al conde de los sículos. La jurisdicción noble sobre el condado de Bistrita fue abolida a partir de 1330. A partir de 1366, Luis I designa a la sede de Hermanstadt como tribunal de apelación de Bistrita. A los representantes de estas dos sedes les acompañaban a las reuniones de las Sieben Stühle, representantes de los pueblos de Unterwinz y Burberg.
Como las sedes sajonas no constituían un territorio unitario, es fácil constatar que numerosas aldeas fundadas por los sajones eran parte de las tierras nobiliarias y condales pobladas por rumanos y otros pueblos, pudiéndose enumerar para este caso los territorios de la meseta de Secașelor, las tierras entre los dos Târnava y el norte de Transilvania. 
El patriciado sajón hizo vasallo numerosas aldeas fuera de los territorios administrados originalmente y creó sus propias propiedades, de manera similar al proceso de las ciudades del norte de Italia. De esta manera, aparecieron las sedes subsidiarias: en 1453 la sede de Tălmaciu y la de Săliște (administradas por rumanos) se incorporaron a la sede de Hermannstadt como sus filiales. En 1486 Matías Corvino confirmó el Diploma Andreanum y extendió sus efectos a todas las regiones habitadas por sajones en el dominio real (fundus regius). De esta manera, la Universidad Sajona (Universitas Saxorum) fue fundada en 1487 por la reunión de los representantes de las Sieben Stühle, de las Zwei Stühle y de los distritos de Bistrița y Brașov. Esta institución permanecería hasta el establecimiento del dualismo austrohúngaro.

## Deberes
Las tareas de las administraciones de las sedes eran:
- La recaudación de impuestos y derechos (especiales), medidos en casas de pago (Zahlhäusern) o mediante timbres fiscales.
- La aplicación de la jurisprudencia según la ley consuetudinaria de los sajones de Transilvania (Eygenlandrecht) por los jueces, como representantes directos del rey húngaro.
- Mantener el orden público.
- Supervisión de gremios y oficios.
- Reclutamiento de soldados en caso de alianza y para la autodefensa.
- Administración de los bosques.
- Envío de representantes a los parlamentos estatales y a la universidad nacional.

## Sistema administrativo

### Administración eclesiástica

Iglesias construidas por los sajones de Transilvania en la Tierra del Olt.

Antes de formar una organización administrativa secular, los sajones tenían una organización eclesiástica que incluía a casi toda la población sajona a través de deanes y capítulos. La administración laica sajona nació más tarde y no incluyó todas las regiones habitadas por los sajones, sabiendo que en las zonas donde se asentaron también había aldeas habitadas por szeklers, húngaros y rumanos.
A partir de la iniciativa real, el Prebostazgo de Hermannstadt incluyó en su administración a la mayoría de la población sajona de esta región. El cargo de preboste fue una de las investiduras reales más importantes y requería la ratificación del Papa. El prebostazgo tenía su sede en Hermannstadt, pero hubo casos como el del preboste Theodoricus en 1245, quien también sirvió como sacerdote en Mühlbach.
En 1219, el Papa Honorio III sentó las bases de la organización eclesiástica de la tierra de Bârsa, con el fin de establecer un nuevo episcopado no afiliado al obispado de Transilvania, nombrando a su propio deán. Además, se estableció el obispado de Milcovia, puesto bajo la protección de los Caballeros Teutónicos, cuya iniciativa fue la cristianización de los cumanos asentados en estas tierras. A esto siguió el establecimiento de capítulos y deanatos en todos los territorios sajones que comprenden menos en las aldeas bajo la administración de condados y sedes. Muy pocos capítulos estaban afiliados al prebostago de Hermannstad, la mayoría de ellos pertenecían al obispado de Transilvania. La tierra de Bârsa, como todos los capítulos que no pertenecían al obispado de Transilvania, pertenecía a la Archidiócesis de Estrigonia. Siguió un período en el que los capítulos consolidaron su autonomía en los siglos XIII y XIV, de modo que con la adopción de la Reforma luterana en el siglo XVI, lograron establecer su propio obispado.

### Administración laica
Mediante el Diploma Andreanum de 1224, otorgado por el rey Andrés II de Hungría, todos los condados de Transilvania fueron abolidos excepto el condado de Sibiu, este último se asignó como territorio componente con las tierras entre Orăștie y Drăușeni (Baraolt). Si la colonización de los sajones en los siglos XI y XII se hizo en grupos aislados, a partir del siglo XIII el rey Andrés II quiso unificarlos administrativa y legalmente, en un solo "pueblo" (unus sit populus). Hasta principios del siglo XIV, el rey eligió un comite a la cabeza de Hermannstad y porsteriormente solo fue confirmado por el poder central.

## Galería de mapas

Sede principal de Hermannstadt.
Sede de Broos.
Sede de Mülbach.
Sede de Reußmarkt.
Sede de Leschkirch.
Sede de Großschenk.
Sede de Schäßburg.
Sede de Reps.
Zwei Stühle, sedes de Mediasch y Schelk.
Sede de Mediasch.
Sede de Schelk.
Sede de Bistritz.
Sede de Kronstadt.